# Ipomoea leucantha
Ipomoea leucantha är en vindeväxtart som beskrevs av Nikolaus Joseph von Jacquin. Ipomoea leucantha ingår i släktet praktvindor, och familjen vindeväxter. Inga underarter finns listade i Catalogue of Life.